# 小行星2784
小行星2784（2784 Domeyko）是一颗绕太阳运转的小行星，为主小行星带小行星。该小行星于1975年4月15日发现。
該小行星以波蘭地質學家伊格納西·多梅科命名。

## 轨道参数
小行星2784的轨道半长轴为2.2416702 UA，离心率为0.174。